# Fuad Đulić
Fuad Đulić (* 31. Juli 1950 in Banja Luka) ist ein ehemaliger österreichischer Fußballtorwart und nunmehriger -trainer bosnischer Herkunft.

## Karriere

### Als Spieler
Đulić begann seine Karriere in seiner Heimatstadt beim FK Borac Banja Luka. Zur Saison 1981/82 wechselte er nach Österreich zum Erstligaaufsteiger SSW Innsbruck. Sein Debüt für Innsbruck in der 1. Division gab er im August 1981 gegen den Grazer AK. Mit den Tirolern nahm er in der Saison 1983/84 am Europapokal der Pokalsieger teil. Dort traf man in der ersten Runde auf den deutschen Vertreter 1. FC Köln. Nachdem Đulić im Hinspiel gegen Köln die Null gehalten hatte und die Tiroler mit 1:0 gewonnen hatten, kassierte man im Rückspiel Auswärts in Köln eine 7:1-Niederlage und musste schlussendlich doch klar aus dem Europapokal ausscheiden. In seinen drei Jahren in Innsbruck absolvierte er insgesamt 77 Spiele in der höchsten österreichischen Spielklasse.
Zur Saison 1984/85 kehrte er nach Banja Luka zurück. Bereits nach einem halben Jahr in Jugoslawien wechselte er jedoch wieder zu Innsbruck, wo er noch zwölf Spiele in der 1. Division absolvierte, ehe er nach Saisonende seine Karriere beendete.

### Als Trainer
Đulić wurde nach seiner Karriere ab Jänner 1992 Co-Trainer beim FC Swarovski Tirol. Danach hatte er dieselbe Funktion auch bei den Nachfolgern FC Wacker Innsbruck und FC Tirol Innsbruck inne. Ab der Saison 1994/95 war er Torwarttrainer bei Tirol Innsbruck.
Zur Saison 1995/96 wechselte er zum FK Austria Wien, wo er Co-Trainer von Horst Hrubesch wurde, den er bereits bei Swarovski Tirol unterstützt hatte. Nach Saisonende verließ er die Wiener mit Hrubesch. Im Jänner 1999 wurde er wieder Torwarttrainer bei Tirol Innsbruck. Diese Funktion hatte er bis zur Auflösung des Vereins nach der Saison 2001/02 inne.
In der ersten Hälfte der Saison 2001/02 betreute er neben den Torhütern bei Tirol auch als Cheftrainer den Regionalligisten WSG Wattens. Bei seinem Abgang lagen die Wattener auf dem zweiten Tabellenrang. Zur Saison 2006/07 wurde Đulić Torwarttrainer beim Bundesligisten ASKÖ Pasching. Nach der Umsiedelung des Vereins nach Kärnten übernahm er denselben Posten beim Nachfolger FC Pasching. Zudem trainierte er ab Jänner 2008 die Zweitmannschaft der Paschinger. Im Mai 2011 wurde er interimistisch Cheftrainer von Pasching. Nach sechs Spielen als Interimstrainer verließ er den Verein nach der Saison 2010/11.
Zur Saison 2012/13 wurde er Trainer des fünftklassigen SV Traun. Im Dezember 2012 trat er als Trainer in Traun zurück. Daraufhin wurde er im Jänner 2013 Trainer des Regionalligisten SC Ritzing. Nachdem er Ritzing auf dem letzten Tabellenplatz übernommen hatte, führte er den Verein noch auf Platz 14 und konnte somit den Abstieg verhindern. Im Jänner 2014 wurde er durch Stefan Rapp ersetzt, Ritzing lag zu jenem Zeitpunkt auf dem zweiten Platz.
Zur Saison 2015/16 wurde er wieder Torwarttrainer beim Zweitligisten FC Wacker Innsbruck. Im Mai 2016 wurde er gemeinsam mit Andreas Schrott interimistisch Cheftrainer von Wacker. Nach der Beförderung von Thomas Grumser übernahm er gemeinsam mit Schrott bis zu Grumsers Rückkehr in den Posten im Jänner 2017 das Cheftraineramt bei den Amateuren von Wacker. Zur Saison 2018/19 wurde Đulić Torwarttrainer der Zweitmannschaft von Wacker. Im März 2019 übernahm er, nachdem Grumser zum zweiten Mal zum Trainer der ersten Mannschaft beordert worden war, gemeinsam mit Teamchef Florian Schwarz das Training bei der zweitklassigen Zweitmannschaft von Wacker Innsbruck. Nach dem Zwangsabstieg von Innsbruck II wurde er durch Christian Stoff ersetzt.
Zur Saison 2019/20 wurde er gemeinsam mit Benjamin Stolte Trainer der Frauen von Wacker Innsbruck.

## Persönliches
Sein Sohn Damir (* 1982) war ebenfalls als Fußballspieler aktiv. Er spielte für Kärnten und Lustenau in der zweiten Liga. Đulić erhielt 2000 die österreichische Staatsbürgerschaft.